# Liste des joueurs de baseball français
Liste des principaux internationaux français de baseball (avril 2009):
- Joris Bert, (Huskies de Rouen), champ centre (drafté en 2007 par la franchise américaine des Los Angeles Dodgers et relâché en juin 2009)
- Frédéric Hanvi, (en contrat de formation avec la franchise américaine des Minnesota Twins)
- Jamel Boutagra, (Tigers de Toulouse), 3e base/receveur ayant participé aux camps d'entrainements du Hanshin Tigers au Japon
- Mathieu Brelle Andrade, (Templiers de Sénart), lanceur
- Patrick Carlson, (Paris Université Club), lanceur
- Anthony Cros, (Barracudas de Montpellier), qui évolue dans le systeme universitaire canadien
- Grégory Cros, (Barracudas de Montpellier)
- Yann Dal Zotto, (Lions de Savigny-sur-Orge), champ intérieur
- Nicolas Dubaut, (Huskies de Rouen), lanceur
- Vincent Ferreira, (Lions de Savigny-sur-Orge), 3e base
- Gaspard Fessy, (FC Barcelone Espagne), champ extérieur
- David Gauthier (Huskies de Rouen), 3e base/receveur
- Kenji Hagiwara, (Huskies de Rouen), 2e base
- Sébastien Hervé, (La Grande Motte), arrêt-court
- Pierre Le Guillou, (Huskies de Rouen), champ extérieur
- Maxime Leblanc, (Tigers de Toulouse), lanceur
- Philippe Lecourieux, (Huskies de Rouen), lanceur
- Pierrick Lemestre, (Lions de Savigny-sur-Orge), lanceur
- Boris Marche, (Huskies de Rouen), receveur/champ intérieur
- Édouard Massé, (Barracudas de Montpellier)
- Samuel Meurant, (Templiers de Sénart), lanceur
- Florian Peyrichou, (Lions de Savigny-sur-Orge), champ intérieur/lanceur
- Anthony Piquet, (Hawks de La Guerche de Bretagne), arrêt-court
- Luc Piquet, (Huskies de Rouen), arrêt-court/2e base
- Jérôme Rousseau, (Lions de Savigny-sur-Orge), champ extérieur ou intérieur

Certains joueurs natifs de France évoluèrent en MLB. Ces derniers ne sont toutefois pas tous de nationalité française:
- Bruce Bochy
- Ed Gagnier
- Claude Gouzzie
- Steve Jeltz
- Charlie Lea
- Duke Markell
- Larry Ressler
- Joe Woerlin